# 町田エビ
町田エビ（まちだえび、女性）は東京都在住の作家、漫画家、イラストレーター。代表作として、「町田エビの日記2010」など印刷誌と電子書籍をWepublishにて著作。

## 著作
- 「町田エビの日記2010」
- 「空に溶ける想い」　イラスト集2
- 「Fiower Defense」　イラスト集1
- 「僕という記号」　アニメの詩集
- 「凍る砂」　イラストとコミック
- 「電気仕掛けのドール」　アニメの漫画
- 「歌わないうた」　　イラストとコミック
- 「あくまでキューピーット」　ミステリーDX 2001年8月号　(町田えみ　名義)
- 「わたし…私」　　ミステリーDX 2000年3月号　(町田えみ　名義)

## デビュー経歴と仕事歴
- アミューズメントメディア総合学院　在学中に角川出版にてデビュー。漫画家として「ミステリーDX」2000年3月号に「町田えみ」名義で掲載される。
- 漫画家の佐々木みすず等のアシスタントをしながらエンタメ大賞2000年、等に受賞。
- フリーのイラストレータとしてOMCなどに作品を手がける。
- 同人イベントは消極的だが、稀に参加している。
- yahoo!オークションでも年に数回、手描きイラストを出品している。